# Daytona International Speedway
Daytona International Speedway er et motorsportsanlæg ved Daytona Beach i Florida, USA. Siden åbningen i 1959 er det berømte NASCAR-løb Daytona 500 blevet kørt her.